# Птица счастья (деревянная игрушка)

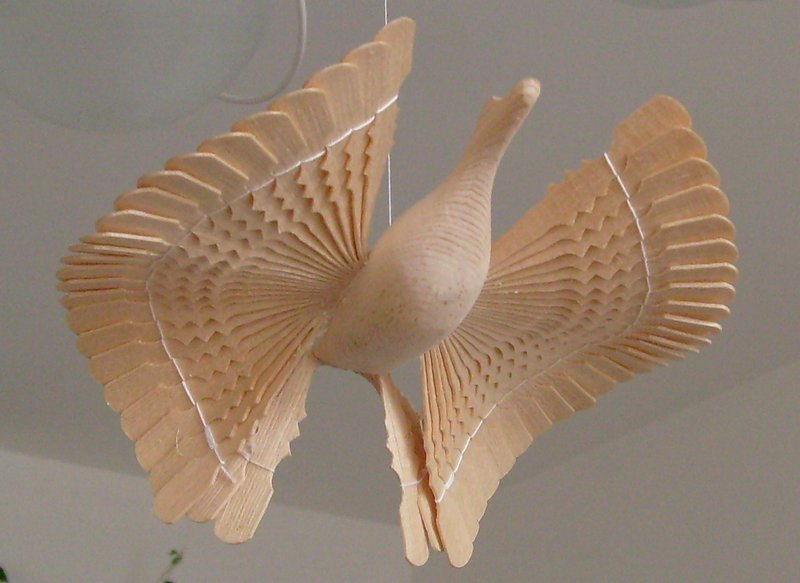
Птица счастья

Птица счастья — деревянная игрушка в виде птицы, изготовленная с помощью резьбы по дереву. Элемент поморского ремесла.

## История
Основным местом происхождения считается Архангелогородская губерния, в которую до XX века входили территории современных Мурманской, Архангельской областей, беломорские районы Республики Карелии и Ненецкого автономного округа (Поморье, Поморская сторона). Одно из оригинальных названий игрушки — «Поморский голубок». В 60-х годах XX века искусство изготовления было практически утрачено. Носителем и возродителем традиции изготовления птиц стал мастер Мартын Филиппович Фатьянов из деревни Селище Лешуконского района Архангельской области. В деревне открыт небольшой музей, посвящённый его творчеству. После нескольких публикаций о творчестве мастера в центральных СМИ и журналах промысел по изготовлению «птицы счастья» был восстановлен на архангельском предприятии «Беломорские узоры».
Согласно описанию известного исследователя русской этнографии Сергея Максимова, в XIX веке подвешенная к потолку щепная птичка была непременным атрибутом поморского дома. Он упоминает, что таких голубков делали поморские старообрядцы в своих скитах, а также мурманские промышленники: «Здесь те же голубки из лучинок — досужество умелых скитников, прикреплённые к потолку ради украшения».
В путевых записках по северу России и Норвегии «За волшебным колобком» Михаил Пришвин описывает голубка так: «Я в чистой комнате зажиточного помора. Посреди неё свешивается вырезанный из дерева, окрашенный в сизую краску голубок». В рассказе М. Пришвина «По Маймаксе» он упоминает птицу, описывая старика-помора: «А то вот я его сфотографирую, и он повесит портрет в „чистой“ комнате над столиком с чистой скатертью. На него будут смотреть из угла преподобные Зосима и Савватий, а с потолка — вырезанный из дерева и окрашенный в синюю краску голубёночек — „вроде как бы Святой дух“». Из вышеприведённого текста можно сделать вывод о сакральном назначении голубя, связанным с образом Святого Духа. В связи с этим современное превращение сакрального символа поморов в обычный сувенир не совсем корректно[нейтральность?], так как разрушает исконную суть и духовное назначение артефакта. Образ голубя — это глубокий символ надежды, а не просто украшение или деревянная игрушка, как пытаются представить некоторые исследователи[кто?].
В советской этнографии также можно найти описание голубя. В конце 20-х годов XX века этнограф Нина Гаген-Торн в рассказе «Путь к Северу» так описывает птицу: «Я остановилась изумлённая, широкое окно сияло лазоревым наличником. За ним блестели серебряные океанские дали, а на фоне их покачивалось привешенное на верёвочке к оконному наличнику резное судёнышко. Оно было так искусно вырезано и оснащено, что, казалось, приплыло сюда из океана, чудом не увеличившись, и повисло на окне. По бокам его покачивались на таких же шнурочках резанные из тонких стружек птицы. Одна, распустив разноцветный хвост, повернула голову к морю; другая, с девичьим лицом и в высокой короне, смотрела в комнату, сложив на груди ярко-синие крылья».
Исследователь Иван Мосеев считает, что «поморский старообрядческий „голубок“ — артефакт этнических и религиозных верований поморского народа».
Птицу подвешивали под потолком в переднем, «красном» углу деревенской горницы, где располагался стол с лавками. Когда на него ставили кипящий самовар, резная птица, повинуясь потокам горячего воздуха, медленно и торжественно вращалась вокруг оси… Глухарка Мартына Филипповича была изготовлена с великим тщанием и излучала добро. Он осторожно дул на её деревянные перья, и птица поворачивалась по кругу, словно осматривала свои владения. В золотистую фактуру сосновой дранки прекрасно вписывались красные и чёрные штрихи. Такое сочетание красок придавало вещи особый, «мезенский» колорит. В руках другого народного мастера из Архангельской области, Александра Ивановича Петухова, традиционный щепной голубок, выполнявшийся всегда предельно просто, лаконичными приёмами резьбы, превратился в настоящую скульптуру. Массивное туловище, причудливо выгнутые крылья, корона на голове. Работы А. Петухова украшают многие выставки. Мастер словно демонстрирует красоту материала, подбирая текстуру древесных слоев под оперение птицы, подчеркивая ею форму туловища, головы, хвоста.
За сравнительно короткий срок производство деревянной «птицы счастья» было освоено ремесленниками во многих регионах и ведётся сейчас не только по всей России, но и на Украине, Белоруссии, Литве и Чехии.
Птица счастья вешалась в доме в качестве оберега, хранителя домашнего очага и благополучия.

## Изготовление
Изготавливается из цельного бруска, щепки, без применения клея и крепёжных элементов, путём нарезки тонких лепестков и специального метода изгибания, лепестки получившихся крыльев и хвоста могут соединяться нитками. Обычно делается из дерева сосны, ели, пихты или сибирского кедра.